# صموئيل فينس
صموئيل فينس (بالإنجليزية: Samuel Vince )‏ (و. 1749 – 1821 م) هو رياضياتي، وعالم فلك، وفيزيائي من المملكة المتحدة. وكان عضواً في الجمعية الملكية (منذ 22 يونيو 1786). توفي عن عمر يناهز 72 عاماً.

## التعليم
تعلم في كلية سيدني ساسكس ‏، وكلية غنفيل و كيوس

## جوائز
حصل على جوائز منها:
- وسام كوبلي (1780)
- زميل في الجمعية الملكية.